# Paimon

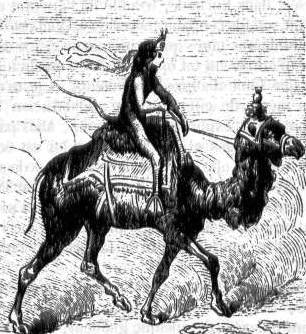
Description physique de Paimon.

Paimon ou Paymon, est un démon issu de la goétie, science occulte de l'invocation d'entités démoniaques.  
Il enseigne les arts pharmaceutiques, les sciences et les choses secrètes. Il fait partie de l'ordre des Anges, de l'ordre des Dominations ou des Chérubins. Il commande 200 légions. 

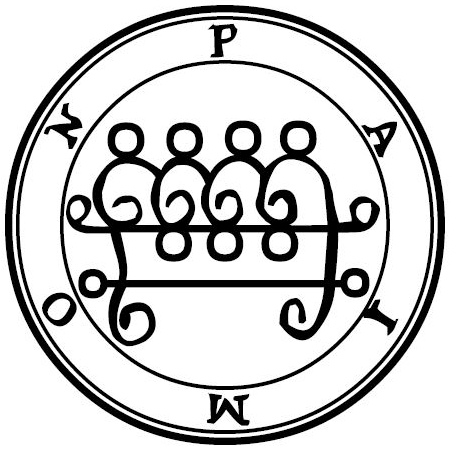
Le sceau de Paimon selon Mathers.

## Évocation
Paymon ou Paimon est l’un des huit rois de l’enfer. Quand il se montre aux exorcistes, c’est généralement sous la forme d’un homme assis sur un dromadaire, couronné d’un diadème étincelant de pierreries, avec un visage de femme .
La Pseudomonarchia Daemonum le mentionne en 22e position de sa liste de démons et lui attribue des caractéristiques similaires

## Dans la culture populaire

### Cinéma
- 2018 : Hérédité d'Ari Aster

### Télévision

#### Websérie
- 2020 : Helluva Boss de Vivienne Medrano

### Manga & Anime
- 2009-2017: Magi de Shinobu Ohtaka

### Jeu vidéo
- 2020 : Genshin Impact
- 2023 : Amanda The Adventurer
- 2024 : Silent Hill 2 (jeu vidéo, 2024)